# アタラ (小惑星)
アタラ (152 Atala) は小惑星帯に位置する暗い小惑星。炭素化合物、有機物に富んだケイ酸塩、そしておそらくは水の氷を含むD型小惑星である。古在由秀は小規模な小惑星族を代表する小惑星としている。
パリ天文台でフランスの天文学者アンリ兄弟が発見した。発見者は兄のポール＝ピエール・アンリとされている。18世紀のフランスの作家フランソワ＝ルネ・ド・シャトーブリアンの小説『アタラ』に因んで命名された。
1994年3月11日には日本でアタラによる星の掩蔽が観測された。